# Air Beliti
Air Beliti is een bestuurslaag in het regentschap Musi Rawas van de provincie Zuid-Sumatra, Indonesië. Air Beliti telt 1694 inwoners (volkstelling 2010).